# Santa Rosa
Santa Rosa là một đô thị thuộc bang Rio Grande do Sul, Brasil. Đô thị này có diện tích 489,805 km², dân số năm 2007 là 64113 người, mật độ 130,9 người/km².